# Bridge of Spies
Bridge of Spies (lit. ‘Pont dels espies’) és una pel·lícula de 2015 dirigida per Steven Spielberg a partir d'un guió escrit per Mat Charman, Ethan Coen i Joel Coen. Els protagonistes principals estan interpretats per Tom Hanks, Mark Rylance, Amy Ryan, i Alan Alda. Basada en l'incident de l'U-2 (1960) durant la Guerra Freda, la pel·lícula presenta la història de l'advocat James B. Donovan qui va ser l'encarregat de negociar l'alliberament de Francis Gary Powers —el pilot de l'avió espia que va ser abatut sobre la Unió Soviètica— a canvi de Rudolf Abel, un espia soviètic de la KGB capturat i sota custòdia dels Estats Units. Ha estat subtitulada al català.
Bridge of Spies es va començar a rodar sota el títol provisional de St. James Place. El rodatge va començar cap al 8 de setembre de 2014, a Brooklyn, Ciutat de Nova York i la producció va ser continuada a Babelsberg Studios a Potsdam. La pel·lícula va ser distribuïda per Touchstone Pictures el 16 d'octubre de 2015 a Amèrica del Nord i per la 20th Century Fox en altres territoris. El nom de la pel·lícula refereix al pont Glienicke, el qual connecta Potsdam amb Berlín, on va tenir lloc l'intercanvi d'espies.

## Trama
El 1957 a Brooklyn, Nova York, Rudolf Abel recupera un missatge secret d'un banc del parc i el llegeix just abans que els agents de l'FBI irrompen a la seva habitació. Aconsegueix evitar el descobriment del missatge, però altres proves a la sala condueix a la seva detenció i l'enjudiciament com un espia soviètic.
James B. Donovan, un advocat especialitzat en temes d'assegurances, és proposat pels seus socis per assumir la defensa d'Abel. Els Estats Units creuen que Abel és un espia del KGB, però el govern vol que tingui un judici just per reduir la possibilitat de la Unió Soviètica a utilitzar-lo com a propaganda. Donovan es reuneix amb Abel a la presó, on el rus es compromet a acceptar la seva ajuda. Abel es nega a cooperar amb el govern dels Estats Units sobre qualssevol revelacions de temes d'intel·ligència.
Encara que Donovan pren seriosament la seva feina, ningú, incloent-hi els fiscals, el jutge, la seva empresa ni la seva família, creuen que sigui possible muntar una forta defensa d'Abel. Els seus esforços per buscar l'absolució topen amb la commoció i indignació del públic nord-americà; es veu inundat amb missatges d'odi i la seva vida està amenaçada, però ell continua lluitant, en considerar que ha de complir amb la responsabilitat professional.
Abel és declarat culpable de tots els càrrecs, però Donovan convenç al jutge per condemnar-lo a 30 anys de presó, en lloc de condemnar-lo a mort, amb l'argument que Abel pot un dia ser valuós com a moneda de canvi amb l'URSS. Donovan apel·la posteriorment a la Cort Suprema dels Estats Units que les proves presentades per la fiscalia estaven contaminades per una ordre de registre no vàlida, però perd per 4 vots a favor i 5 en contra.
Mentrestant, Francis Gary Powers fa sortida sobre la Unió Soviètica en un avió espia U-2, on és derrocat i capturat. Està condemnat i sotmès a interrogatori. En paral·lel, Frederic Pryor, un estudiant nord-americà graduat en economia, visita la seva nòvia alemanya a Berlín Oriental quan el mur de Berlín s'estava construint. Quan intenta tornar a Berlín Occidental, és detingut pels guàrdies de fronterers i arrestat com espia.
L'URSS envia un missatge per una via indirecta a Donovan, mitjançant una carta falsa per a Abel de la seva "família", proposant un canvi de presoner: Abel per Powers. Donovan viatja a Berlín per començar negociacions. Allà coneix la captura de Pryor i insisteix en un intercanvi 2-per-1 en comptes del que li oferien. Tot i que el CIA només està interessada en el retorn de Powers, permet a Donovan negociar per Pryor també, a condició que no posi en risc l'intercanvi d'Abel per Powers.
El govern d'Alemanya Oriental, que tenia capturat Pryor, de sobte, denuncia que Donovan no els havia informat que l'URSS també formava part en la negociació. La CIA vol deixar Pryor fora i acabar l'intercanvi. Però Donovan amenaça Alemanya Oriental dient que si Pryor no forma part de la negociació, la totalitat de l'acord serà rebutjat, Abel parlarà en veure que els seus no el defenen, i l'URSS culparà Alemanya Oriental dels danys causats per l'avortament de l'intercanvi. Alemanya Oriental compleix, i l'intercanvi es porta a terme al pont Glienicke i al Checkpoint Charlie simultàniament, alliberant els tres homes. Acabada amb èxit l'operació, Donovan va guanyar un gran crèdit pel seu assoliment.

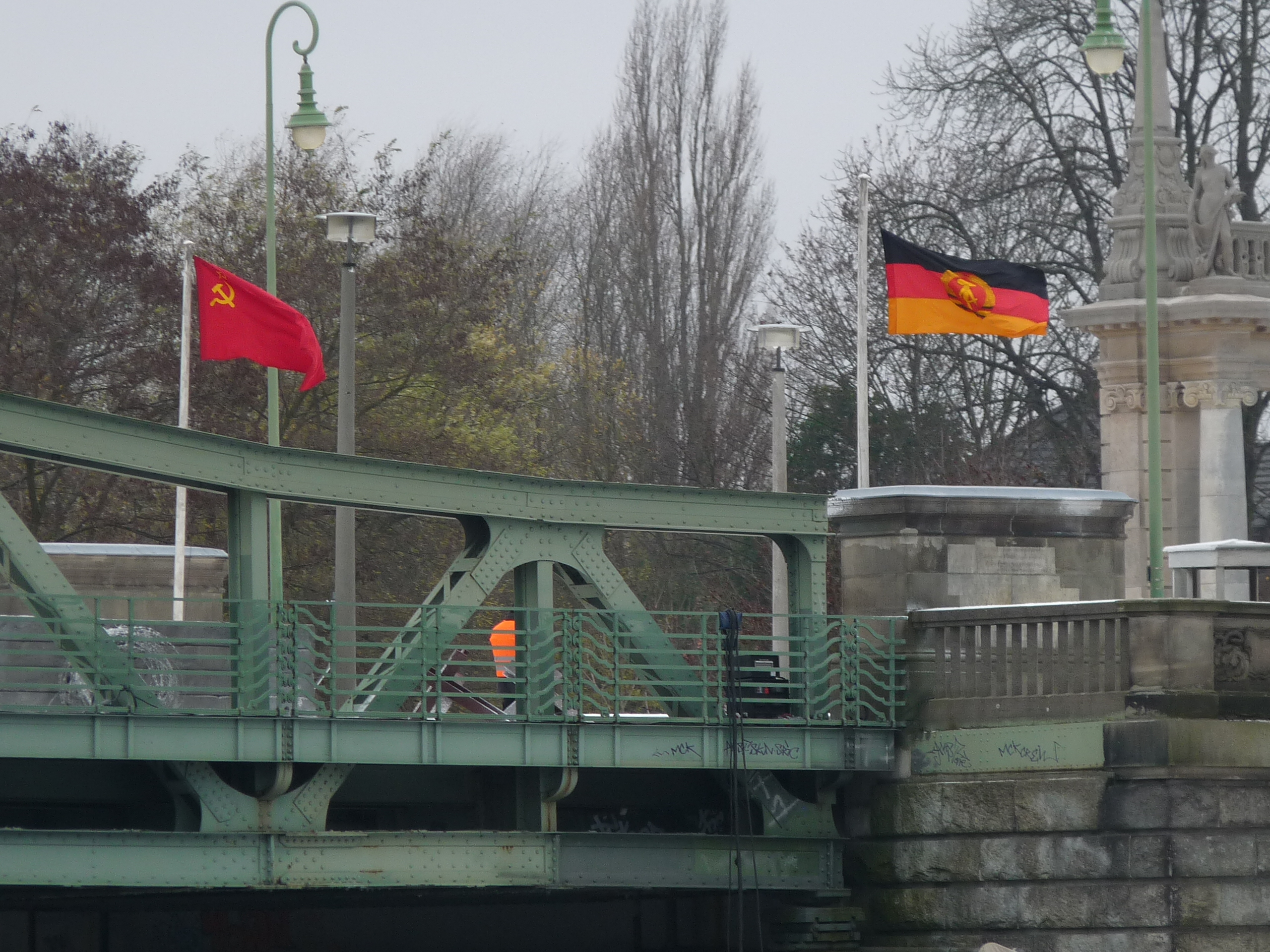
Pont Glienicke entre Potsdam i Berlín durant el rodatge
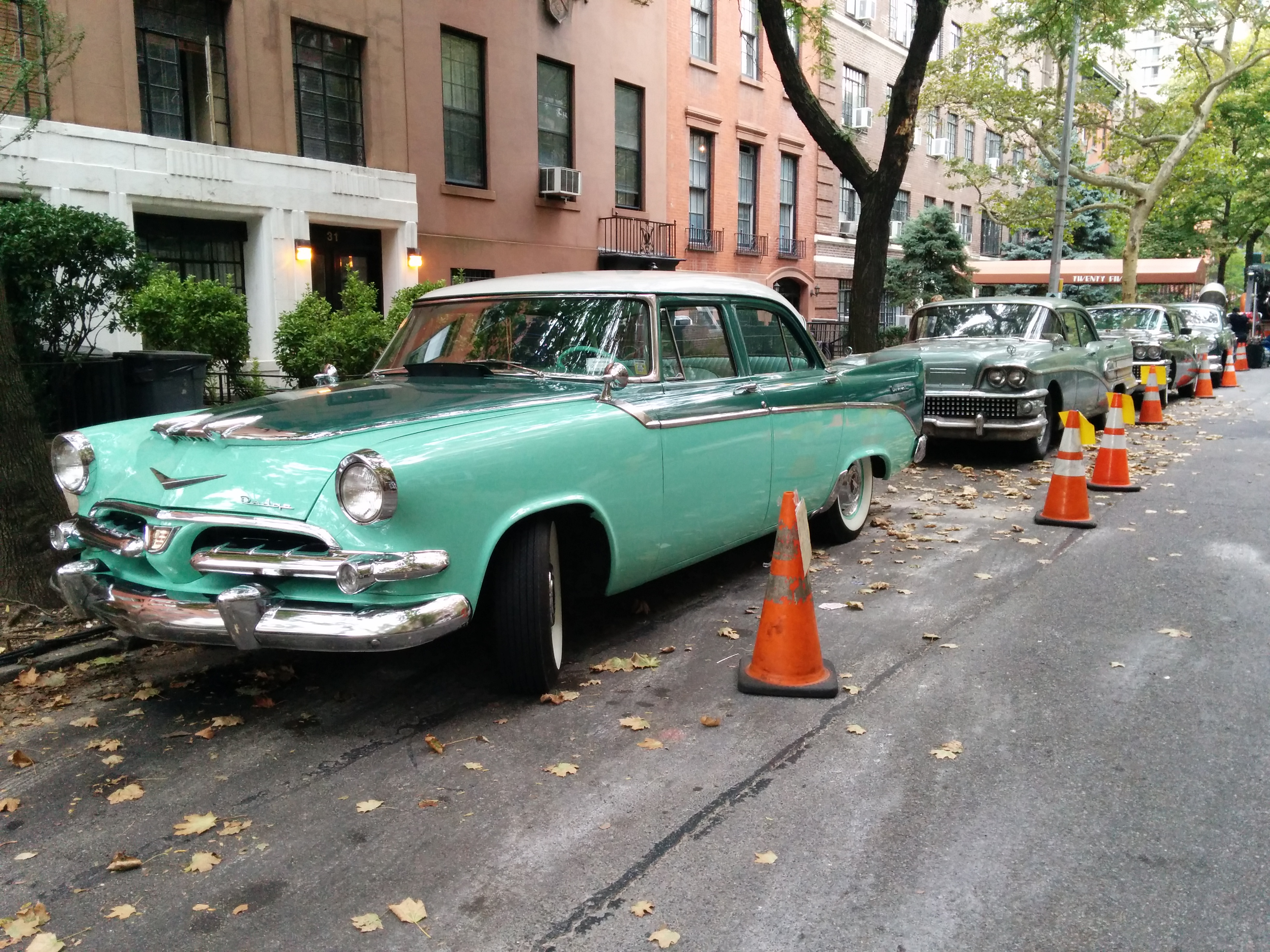
Vehicles d'època a Monroe place a Brooklyn Heights durant el rodatge
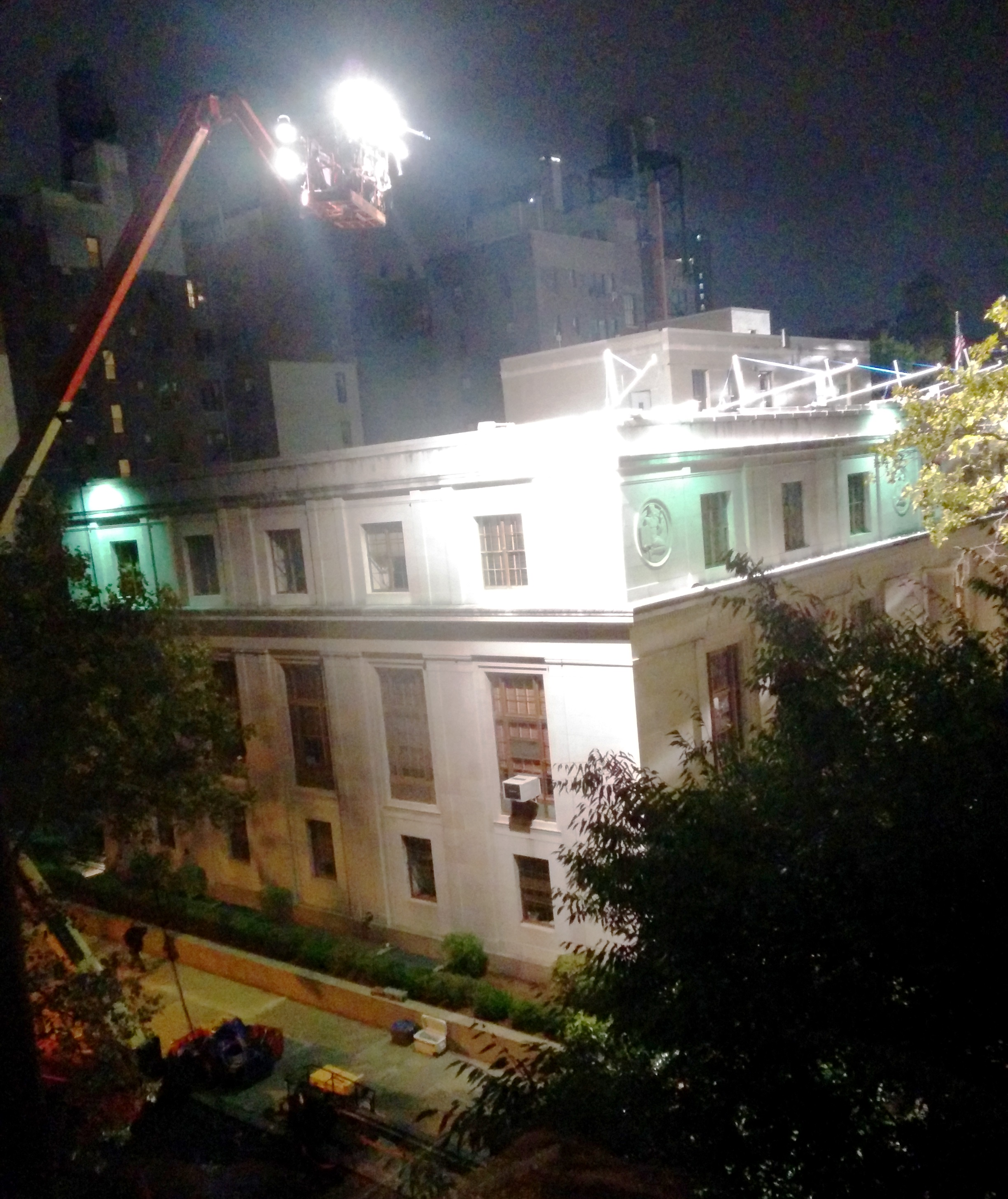
Aspersors durant el rodatge a Brooklyn Heights

## Repartiment
- Tom Hanks com a James B. Donovan
- Mark Rylance com a Rudolf Abel
- Scott Shepherd com a Agent Hoffman
- Amy Ryan com a Mary McKenna Donovan
- Sebastian Koch com a Wolfgang Vogel
- Alan Alda com a Thomas Watters
- Austin Stowell com a Francis Gary Powers
- Billy Magnussen com a Doug Forrester
- Eve Hewson com a Carol Donovan
- Jillian Lebling com a Peggy Donovan
- Noah Schnapp com a Roger Donovan
- Jesse Plemons com a Joe Murphy
- Michael Gaston com a Williams
- Peter McRobbie com a Allen Dulles
- Domenick Lombardozzi com a Agent Blasco
- Will Rogers com a Frederic Pryor
- Dakin Matthews com a Judge Mortimer W. Byers
- Stephen Kunken com a William Tompkins
- Joshua Harto com a Bates
- Mark Zak com a Soviet Judge
- Edward James Hyland com a Chief Justice Earl Warren
- Mikhail Gorevoy com a Ivan Schischkin
- Burghart Klaußner com a Harald Ott